# Cheumatopsyche taipeiana
Cheumatopsyche taipeiana är en nattsländeart som beskrevs av Kobayashi 1987. Cheumatopsyche taipeiana ingår i släktet Cheumatopsyche och familjen ryssjenattsländor. Inga underarter finns listade i Catalogue of Life.